# داپسیچی
داپسیچی (به لاتین: Dapsići) یک منطقهٔ مسکونی در مونته‌نگرو است که در شهرداری برانه واقع شده‌است. داپسیچی ۶۷۴ نفر جمعیت دارد.